# Francisca Kinsky de Wchinitz e Tettau
Condessa Francisca Paula Kinsky von Wchinitz e Tettau (8 de agosto de 1813 - 5 de fevereiro de 1881) foi esposa de Aloísio II de Liechtenstein. Ela era filha de Francisco José Paula, Conde Kinsky von Wchinitz e Tettau (irmão mais novo de Fernando, 5.º Príncipe de Kinsky) e sua esposa, a Condessa Teresa Antonia Barbara de Wrbna e Freudenthal. Ela atuou como regente durante a menoridade de seu filho João II, entre 1859-1860.

## Casamento e família
Em 8 de agosto de 1831 ela se casou com Aloísio II de Liechtenstein em Viena; seus filhos foram:
1. Princesa Maria Francisca de Paula Teresa Josefa (Viena, 20 de setembro de 1834 - Viena, 1 de dezembro de 1909), casou-se em Viena, em 29 de outubro de 1860, com Ferdinando, Conde von Trauttmansdorff-Weinsberg (Viena, 27 de junho de 1825 - Schloss Friedau , 12 de dezembro 1896), com descendência.
2. Princesa Carolina Maria Josefa Valburga Nestoria (Viena, 27 de fevereiro de 1836 - Viena, 28 de março 1885), casou-se em Viena, em 3 de junho de 1855, com Alexander, Príncipe von Schönburg-Hartenstein (Viena, 5 de março de 1826 - Viena, 1 de outubro de 1896), com descendência.
3. Princesa Sofia Maria Gabriela Pia (Viena, 11 de julho de 1837 - Schloss Fischhorn , 25 de setembro 1899), casou-se em Viena, em 4 de maio de 1863, com Charles, 6.º Príncipe de Löwenstein-Wertheim-Rosenberg (Haid, 21 de maio 1834 - Köln, 8 de novembro de 1921), Cavaleiro da Ordem do Tosão de Ouro na Áustria, com descendência.
4. Princesa Aloísia Maria Gabriela Hipólita (Eisgrub, 13 de agosto de 1838 - Viena, 17 de abril 1920), casou-se em Viena, em 22 de maio de 1864, com Henrique, Conde von Fünfkirchen (Schloss Fünfkirchen, 25 de janeiro de 1830 - Viena, 2 de janeiro de 1885), sem descendência.
5. Princesa Ida Maria Lamberta Teresa Francisca de Paula (Eisgrub, 17 de setembro de 1839 - Libejic, 4 de agosto de 1921), casou em Viena, em 4 de junho de 1857, com Adolfo José, 8.º Príncipe de Schwarzenberg (Viena, 18 de março 1832 - Libejic, 5 de outubro de 1914), Cavaleiro da Ordem do Tosão de Ouro, na Áustria, com descendência.
6. João II de Liechtenstein (1840-1929)
7. Princesa Francisca Xavéria Maria Davi (Viena, 30 de dezembro de 1841 - Viena, 13 de maio de 1858)
8. Princesa Henriqueta Maria Norberta (Schloss Liechtenstein bei Mödling , 06 de junho de 1843 - Schloss Frauenthal, 24 de dezembro 1931), casou em Viena, em 26 de abril de 1865, com o Príncipe Alfredo do Liechtenstein (1842-1907), com descendência.
9. Princesa Ana Maria Francisca de Paula Leandra (Viena, 26 de fevereiro de 1846 - Praga, 22 de abril 1924), casou em Viena, em 22 de maio de 1864 Georg Christian, Príncipe de Lobkowicz (Viena, 14 de março 1835 -Praga , 22 de dezembro 1908), Cavaleiro da Ordem do Tosão de Ouro na Áustria, com descendência.
10. Princesa Teresa Maria Josefa Marta (Schloss Liechtenstein, 28 de julho 1850 - Munique, 13 de março 1938), casou em Viena, em 12 de abril de 1882, com o Príncipe Arnulfo da Baviera (Munique, 06 de julho de 1852 -Veneza , 12 de novembro 1907), Cavaleiro da Ordem do Tosão de Ouro na Áustria, com descendência.
11. Francisco I de Liechtenstein (1853-1938), casou em Viena, em 22 de julho de 1929, com Elisabeth von Gutmann, sem descendência.